# Бернхард I (граф Ратцебурга)

Графство Ратцебург на карте (тёмно-зелёным)

Бернхард I фон Бадевиде (нем. Bernhard I. von Ratzeburg; ум. 1190) — граф Ратцебурга с 1163/1164 года. Сын Генриха фон Бадевиде. По матери — родственник датского короля Вальдемара Великого.
Не позднее 1162 года женился на Маргарите, дочери Ратибора I, герцога Померании. Она была кузиной Софьи — жены Вальдемара I. Таким образом родство Бернхарда I с датским королём стало двойным.
Возможно, именно он был саксонским рыцарем Бернхардом, убившим князя бодричей Никлота в 1160 г., о чём рассказывает Саксон Грамматик в Gesta Danorum. В таком случае он участвовал в войне в составе датского отряда.
Когда люди кёльнского архиепископа Филиппа I фон Хайнсберг под предводительством графа Симона фон Текленбург захватили земли под Оснабрюком, Генрих Лев послал против них войско. Им командовали графы Шверина, Гольштейна и Ратцебурга. В битве, которая проходила 1 августа 1179 года, армия архиепископа была разбита.
Воспользовавшись тем, что граф Гольштейна Адольф III находился в крестовом походе, в 1180 году Бернхард фон Бадевиде и Хельмольд Шверинский захватили Гамбург, Плён и Итцехоэ.
Сыновья, о которых имеются сведения:
- Фольрад (убит в бою 1189)
- Генрих (ум. ок. 1190)
- Бернхард II (ум. 1198), граф Рацебурга.